# Кліфтон (Теннессі)
Кліфтон (англ. Clifton) — місто (англ. city) в США, в окрузі Вейн штату Теннессі. Населення — 2651 особа (2020).

## Географія
Кліфтон розташований за координатами 35°22′38″ пн. ш. 87°59′28″ зх. д. / 35.37722° пн. ш. 87.99111° зх. д. (35.377286, -87.991172).  За даними Бюро перепису населення США в 2010 році місто мало площу 17,96 км², з яких 16,49 км² — суходіл та 1,47 км² — водойми. В 2017 році площа становила 15,85 км², з яких 14,38 км² — суходіл та 1,48 км² — водойми.

## Демографія
Згідно з переписом 2010 року, у місті мешкали 2694 особи в 336 домогосподарствах у складі 231 родини. Густота населення становила 150 осіб/км².  Було 434 помешкання (24/км²).
Расовий склад населення:
| - 64,6 % — білих - 33,7 % — чорних або афроамериканців - 0,3 % — азіатів - 0,2 % — корінних американців |

До двох чи більше рас належало 1,0 %. Частка іспаномовних становила 2,9 % від усіх жителів.
За віковим діапазоном населення розподілялося таким чином: 6,5 % — особи молодші 18 років, 87,4 % — особи у віці 18—64 років, 6,1 % — особи у віці 65 років та старші. Медіана віку мешканця становила 35,8 року. На 100 осіб жіночої статі у місті припадало 582,0 чоловіків;  на 100 жінок у віці від 18 років та старших — 695,0 чоловіків також старших 18 років.
Середній дохід на одне домашнє господарство  становив 41 390 доларів США (медіана — 25 469), а середній дохід на одну сім'ю — 49 913 долари (медіана — 32 697). Медіана доходів становила 42 083 долари для чоловіків та 30 536 доларів для жінок. За межею бідності перебувало 26,8 % осіб, у тому числі 51,7 % дітей у віці до 18 років та 18,2 % осіб у віці 65 років та старших.
Цивільне працевлаштоване населення становило 297 осіб. Основні галузі зайнятості: освіта, охорона здоров'я та соціальна допомога — 24,9 %, роздрібна торгівля — 12,5 %, публічна адміністрація — 12,1 %.